# Katarzyna Kawa
Katarzyna Kawa (ur. 17 listopada 1992 w Krynicy-Zdroju) – polska tenisistka, medalistka mistrzostw Polski w tenisie ziemnym.

## Kariera tenisowa
Katarzyna Kawa była obiecującą juniorką. Wygrała kilka turniejów w juniorskim cyklu, choć nigdy nie wystartowała w turnieju wielkoszlemowym.
W wieku piętnastu lat wystąpiła w seniorskich rozgrywkach – w maju 2007 roku przegrała w pierwszej rundzie eliminacji do turnieju rangi ITF z pulą nagród 10 000 $. Pierwszy sukces osiągnęła w maju 2009 roku. W turnieju tej samej rangi w Warszawie doszła do pierwszego w karierze finału. W drodze do decydującego meczu pokonała między innymi Alice Balducci 6:2, 3:6, 7:6(3) oraz w półfinale Karolinę Kosińską. W finałowym spotkaniu nie sprostała sklasyfikowanej ponad sześćset miejsc wyżej w rankingu WTA Ivecie Gerlovej 3:6, 5:7. W tym samym turnieju wystąpiła również w grze podwójnej również dochodząc do decydującego meczu – w parze z Katarzyną Kaletą uległa duetowi Gerlová–Kosińska 2:6, 1:6. Wart odnotowania jest fakt, iż był to pierwszy seniorski występ Kawy w grze podwójnej.
Trzy miesiące później drugi raz w zawodowej karierze wystąpiła w grze podwójnej w turnieju ITF w serbskim Palić i po raz drugi osiągnęła finał. U boku Simony Parajovej uległa parze Dunja Antunovic–Ani Mijačika 4:6, 0:6. Trzeci występ deblowy przyniósł pierwszy seniorski triumf. Wraz z Weroniką Domagałą wygrała zawody w Iławie pokonując Annę Niemiec i Aleksandrę Rosolską 6:1, 6:3.
W lutym 2010 roku doszła do finału turnieju na Majorce, w którym uległa Garbiñe Muguruzie 6:3, 2:6, 0:6. Trzy miesiące później wystąpiła w eliminacjach do turnieju WTA Premier Polsat Warsaw Open. Przegrała jednak już w pierwszej rundzie ze zbliżającą się do końca kariery Anną Czakwetadze 2:6, 2:6. Na początku września po raz pierwszy w karierze pokonała zawodniczkę sklasyfikowaną w pierwszej dwusetce rankingu światowego – w Sarajewie w ćwierćfinale pokonała 172. rakietę globu Julię Cohen 6:2, 6:2 (sama była wówczas na 552. miejscu).
Pod koniec sierpnia 2012 roku po raz pierwszy w karierze wygrała turniej w grze pojedynczej. Okazała się najlepsza podczas zawodów w Pradze, których przeszła przez dwustopniowe eliminacje. W pokonanym polu zostawiła między innymi tenisistki takie jak Arantxa Parra Santonja 3:6, 6:4, 6:0 czy Anna Karolína Schmiedlová 3:6, 6:3, 7:6(4). W meczu mistrzowskim ograła reprezentantkę gospodarzy Renatę Voráčovą wynikiem 6:4, 6:1.
W kwietniu 2013 roku przegrała w drugiej rundzie eliminacji do turnieju WTA International Series w Katowicach z późniejszą półfinalistką tych zawodów Alexandrą Cadanțu 2:6, 3:6. Dwa tygodnie później doszła do finału zawodów ITF w Chiasso, a w półfinale wygrała po raz pierwszy w karierze z zawodniczką z pierwszej setki rankingu singlowego – sklasyfikowaną na 57. miejscu Lucie Hradecką 1:6, 6:4, 6:1. Decydujący mecz przegrała jednak z Alison Van Uytvanck 6:7(2), 3:6.
W kwietniu 2015 roku zadebiutowała w głównym cyklu rozgrywek WTA w grze podwójnej – w parze z Magdaleną Fręch otrzymała dziką kartę do turnieju International w Katowicach. W pierwszej rundzie pokonały Ralucę Olaru i Wierę Zwonariową 7:6(7), 7:6(5), odpadając w drugim meczu.
Rok 2019 przyniósł przełom w grze Katarzyny Kawy. Na początku kwietnia wygrała swój siódmy tytuł singlowy ITF w amerykańskim Jackson, ogrywając w finale Ann Li 6:3, 6:2. Turniej ten wygrała również w grze podwójnej u boku Katarzyny Piter. Później wystąpiła w dwóch turniejach z pulą nagród 80 000 $ i dzięki dobrym występom (wygrane pięć meczów, w tym nad 133. rakietą świata Anheliną Kalininą) awansowała na najwyższe w karierze 187. miejscu w rankingu WTA Tour w grze pojedynczej. W Charlottesville wspólnie z Lucie Hradecką doszła do finału debla. Dobre występy w singlu pozwoliły Kawie pierwszy raz wystąpić w eliminacjach do turnieju wielkoszlemowego. Przegrała wprawdzie w pierwszej rundzie kwalifikacji do French Open 2019 z Kurumi Narą 2:6, 6:1 5:7, ale osiągnęła historyczny sukces. Pod koniec czerwca wystąpiła w turnieju eliminacyjnym do Wimbledonu, w którym wygrała dwa mecze, a została powstrzymana w ostatniej rundzie przez Elenę-Gabrielę Ruse.
Na początku lipca wystąpiła w turnieju rangi WTA 125K series w Båstad, w którym doszła do półfinału. W ćwierćfinale po raz drugi w zawodowej karierze pokonała reprezentantkę TOP 100 rankingu WTA Fionę Ferro i to wynikiem 6:0, 6:2. Pod koniec miesiąca po raz jedenasty w karierze wystąpiła w eliminacjach do turnieju WTA. Tym razem osiągnęła zamierzony cel i po raz pierwszy awansowała do głównej drabinki turnieju WTA Tour – w Jurmali. W grze podwójnej wystąpiła z Ankitą Rainą, jako para rezerwowa, po wycofaniu się innego duetu. Wygrały pierwszy meczu, lecz nie sprostały w ćwierćfinale Irinie Barze i Dalili Jakupović. W grze pojedynczej wygrała w pierwszej rundzie z Ysaline Bonaventure 2:6, 6:4, 6:1, w drugiej nie dała szans Janie Fett 6:3, 6:0, a w ćwierćfinale odprawiła Chloé Paquet 6:2, 6:2. W starciu półfinałowym okazała się zdecydowanie lepsza od 74. w rankingu WTA Bernardy Pera 6:2, 6:3 i w swoim debiucie w turnieju WTA Tour doszła do finału, w którym przeciwniczką była Anastasija Sevastova, 11. rakieta globu. Mecz rozpoczął się od znakomitej gry Kawy, która zaskoczyła Sevastovą precyzją uderzeń, regularnością i siłą zagrań. Polka wygrała zdecydowanie pierwszą partię 6:3. W kolejnej odsłonie gra niewiele się zmieniła i Kawa miała szanse na przełamanie na 5:3. Łotyszka jednak zaczęła grać lepiej i obroniła swój serwis, a przy stanie po 5 przełamała serwis Polki. Ostatecznie skuteczniejsza tenisistka gospodarzy wyrównała stan meczu. Trzecia odsłona była bardzo wyrównana, lecz o jedno przełamanie więcej zaliczyła Sevastova, która ostatecznie triumfowała w całym turnieju. Mimo porażki Katarzyna Kawa odniosła największy sukces w zawodowej karierze dochodząc w debiucie w głównym cyklu WTA Tour do finału turnieju. Znakomite dwa tygodnie w wykonaniu polskiej tenisistki zaowocowały awansem na 128. miejsce w światowym rankingu (notowanie z 29 lipca 2019).
Podczas turnieju WTA w Klużu-Napoce odpadła już w 2. rundzie (1/8 finału) przegrywając z Czeszką Kristyną Pliskovą 4:6, 4:6

## Historia występów wielkoszlemowych
Legenda
     W, wygrany turniej
     F, przegrana w finale
     SF, przegrana w półfinale
     QF, przegrana w ćwierćfinale
     xR, przegrana w x rundzie
     Qx, przegrana w x rundzie kwalifikacji
     A, brak startu
     NH, turniej nie odbył się

### Występy w grze pojedynczej
| Australian Open        | A   | A   | A   | A   | A   | A   | A   | A   | A   | A   | A   | Q1  | Q1  | Q1  | A   | Q2  | A  | 0 / 0 | 0 – 0 |  |  |  |  |  |  |  |  |
| French Open            | A   | A   | A   | A   | A   | A   | A   | A   | A   | A   | Q1  | A   | Q1  | Q1  | Q1  | Q2  | Q2 | 0 / 0 | 0 – 0 |  |  |  |  |  |  |  |  |
| Wimbledon              | A   | A   | A   | A   | A   | A   | A   | A   | A   | A   | Q3  | NH  | Q2  | 2R  | A   | Q1  | Q3 | 0 / 1 | 1 – 1 |  |  |  |  |  |  |  |  |
| US Open                | A   | A   | A   | A   | A   | A   | A   | A   | A   | A   | Q1  | 1R  | Q1  | Q1  | A   | Q1  |    | 0 / 1 | 0 – 1 |  |  |  |  |  |  |  |  |
|                        |     |     |     |     |     |     |     |     |     |     |     |     |     |     |     |     |    |       |       |  |  |  |  |  |  |  |  |
| Ranking na koniec roku | 772 | 525 | 514 | 398 | 307 | 690 | 267 | 387 | 520 | 290 | 127 | 113 | 154 | 261 | 207 | 258 |    | 0 / 2 | 1 – 2 |  |  |  |  |  |  |  |  |

### Występy w grze podwójnej
| Australian Open        | A   | A   | A   | A    | A   | A   | A   | A   | A   | A   | A   | A   | A   | A  | A   | 2R | 1R | 0 / 2 | 1 – 1 |  |  |  |  |  |  |  |  |
| French Open            | A   | A   | A   | A    | A   | A   | A   | A   | A   | A   | A   | A   | A   | 1R | A   | 2R | A  | 0 / 2 | 1 – 2 |  |  |  |  |  |  |  |  |
| Wimbledon              | A   | A   | A   | A    | A   | A   | A   | A   | A   | A   | A   | NH  | A   | 1R | A   | 1R | A  | 0 / 2 | 0 – 2 |  |  |  |  |  |  |  |  |
| US Open                | A   | A   | A   | A    | A   | A   | A   | A   | A   | A   | A   | A   | A   | 1R | A   | A  |    | 0 / 1 | 0 – 1 |  |  |  |  |  |  |  |  |
|                        |     |     |     |      |     |     |     |     |     |     |     |     |     |    |     |    |    |       |       |  |  |  |  |  |  |  |  |
| Ranking na koniec roku | 635 | 395 | 639 | 1187 | 331 | 799 | 370 | 248 | 446 | 447 | 319 | 174 | 111 | 75 | 118 | 93 |    | 0 / 7 | 2 – 6 |  |  |  |  |  |  |  |  |

### Występy w grze mieszanej
Katarzyna Kawa nigdy nie startowała w rozgrywkach gry mieszanej podczas turniejów wielkoszlemowych.

## Finały turniejów WTA
| Legenda                     | Legenda |
| --------------------------- | ------- |
| Wielki Szlem                |         |
| Igrzyska olimpijskie        |         |
| WTA Tour Championships      |         |
| 2009 – 2020                 |         |
| WTA Premier Mandatory       |         |
| WTA Premier 5               |         |
| WTA Premier                 |         |
| WTA International Series    |         |
| WTA 125K series (2012–2020) |         |
| od 2021                     |         |
| WTA 1000 (obowiązkowe)      |         |
| WTA 1000 (nieobowiązkowe)   |         |
| WTA 500                     |         |
| WTA 250                     |         |
| WTA 125                     |         |

### Gra pojedyncza 2 (0–2)
| Końcowy wynik | Nr | Data            | Turniej | Nawierzchnia | Przeciwniczka        | Wynik finału  |
| ------------- | -- | --------------- | ------- | ------------ | -------------------- | ------------- |
| Finalistka    | 1. | 28 lipca 2019   | Jurmała | Ceglana      | Anastasija Sevastova | 6:3, 5:7, 4:6 |
| Finalistka    | 2. | 6 kwietnia 2025 | Bogota  | Ceglana      | Camila Osorio        | 3:6, 3:6      |

### Gra podwójna 2 (0–2)
| Końcowy wynik | Nr | Data          | Turniej  | Nawierzchnia | Partnerka       | Przeciwniczki                    | Wynik finału   |
| ------------- | -- | ------------- | -------- | ------------ | --------------- | -------------------------------- | -------------- |
| Finalistka    | 1. | 30 lipca 2022 | Warszawa | Ceglana      | Alicja Rosolska | Anna Danilina Anna-Lena Friedsam | 4:6, 7:5, 5–10 |
| Finalistka    | 2. | 3 marca 2024  | Austin   | Twarda       | Bibiane Schoofs | Olivia Gadecki Olivia Nicholls   | 2:6, 4:6       |

## Finały turniejów WTA 125

### Gra pojedyncza 1 (0–1)
| Końcowy wynik | Nr | Data           | Turniej      | Nawierzchnia | Przeciwniczka          | Wynik finału  |
| ------------- | -- | -------------- | ------------ | ------------ | ---------------------- | ------------- |
| Finalistka    | 1. | 1 grudnia 2024 | Buenos Aires | Ceglana      | Majar Szarif           | 3:6, 6:4, 4:6 |
| Finalistka    | 2. | 12 lipca 2025  | Båstad       | Ceglana      | Elisabetta Cocciaretto | 3:6, 4:6      |

### Gra podwójna 7 (5–2)
| Końcowy wynik | Nr | Data             | Turniej      | Nawierzchnia | Partnerka          | Przeciwniczki                            | Wynik finału   |
| ------------- | -- | ---------------- | ------------ | ------------ | ------------------ | ---------------------------------------- | -------------- |
| Zwyciężczyni  | 1. | 12 czerwca 2021  | Bol          | Ceglana      | Aliona Bolsova     | Ekaterine Gorgodze Tereza Mihalíková     | 6:1, 4:6, 10–6 |
| Finalistka    | 1. | 2 kwietnia 2022  | Marbella     | Ceglana      | Vivian Heisen      | Irina Bara Ekaterine Gorgodze            | 4:6, 6:3, 6–10 |
| Zwyciężczyni  | 2. | 4 lutego 2023    | Cali         | Ceglana      | Weronika Falkowska | Kyōka Okamura You Xiaodi                 | 6:1, 5,7, 10–6 |
| Zwyciężczyni  | 3. | 11 sierpnia 2023 | Kozerki      | Twarda       | Elixane Lechemia   | Naiktha Bains Maia Lumsden               | 6:3, 6:4       |
| Zwyciężczyni  | 4. | 10 września 2023 | Bari         | Ceglana      | Anna Sisková       | Walendini Gramatikopulu Elixane Lechemia | 6:1, 6:2       |
| Finalistka    | 2. | 14 września 2024 | Bukareszt    | Ceglana      | Aliona Bolsova     | Carole Monnet Darja Semeņistaja          | 6:1, 2:6, 7–10 |
| Zwyciężczyni  | 5. | 1 grudnia 2024   | Buenos Aires | Ceglana      | Maja Chwalińska    | Laura Pigossi Majar Szarif               | 6:4, 3:6, 10–7 |

## Finały turniejów ITF
| turnieje z pulą nagród 100 000 $ (W100)  |
| turnieje z pulą nagród 75/80 000 $ (W80) |
| turnieje z pulą nagród 50/60 000 $ (W75) |
| turnieje z pulą nagród 40 000 $ (W50)    |
| turnieje z pulą nagród 25 000 $ (W35)    |
| turnieje z pulą nagród 15 000 $ (W15)    |
| turnieje z pulą nagród 10 000 $          |

### Gra pojedyncza 16 (7–9)
| Rezultat     |    | Data       | Turniej               | ($)     | Naw.      | Przeciwniczka       | Wynik               |
| Finalistka   | 1. | 10/05/2009 | Warszawa              | 10 000  | Ceglana   | Iveta Gerlová       | 3:6, 5:7            |
| Finalistka   | 2. | 21/02/2010 | Majorka               | 10 000  | Ceglana   | Garbiñe Muguruza    | 6:3, 2:6, 0:6       |
| Finalistka   | 3. | 08/08/2010 | Iława                 | 10 000  | Ceglana   | Zuzana Zlochová     | 6:7(2), 7:5, 2:6    |
| Finalistka   | 4. | 02/06/2012 | Warszawa              | 10 000  | Ceglana   | Chantal Škamlová    | 3:6, 2:6            |
| Zwyciężczyni | 1. | 26/08/2012 | Praga                 | 25 000  | Ceglana   | Renata Voráčová     | 6:4, 6:1            |
| Finalistka   | 5. | 28/04/2013 | Chiasso               | 25 000  | Ceglana   | Alison Van Uytvanck | 6:7 (2), 3:6        |
| Zwyciężczyni | 2. | 28/03/2015 | São José de Rio Preto | 10 000  | Ceglana   | Nadia Podoroska     | 7:5, 3:6, 6:4       |
| Zwyciężczyni | 3. | 26/04/2015 | Kair                  | 15 000  | Ceglana   | Amanda Carreras     | 7:5, 6:1            |
| Zwyciężczyni | 4. | 18/10/2015 | Makinohara            | 25 000  | Trawiasta | Riko Sawayanagi     | 6:7(6), 6:2, 7:6(6) |
| Zwyciężczyni | 5. | 28/01/2018 | Szarm el-Szejk        | 15 000  | Twarda    | Zhang Kailin        | 6:2, 4:6, 6:2       |
| Zwyciężczyni | 6. | 03/06/2018 | Óbidos                | 25 000  | Dywanowa  | Dejana Radanović    | 4:6, 7:5, 6:3       |
| Finalistka   | 6. | 14/10/2018 | Óbidos                | 25 000  | Dywanowa  | Tereza Martincová   | 6:7(3), 3:6         |
| Zwyciężczyni | 7. | 07/04/2019 | Jackson               | 25 000  | Ceglana   | Ann Li              | 6:3, 6:2            |
| Finalistka   | 7. | 08/11/2020 | Charleston            | 100 000 | Ceglana   | Majar Szarif        | 2:6, 3:6            |
| Finalistka   | 8. | 08/05/2022 | Bonita Springs        | 100 000 | Ceglana   | Gabriela Lee        | 1:6, 3:6            |
| Finalistka   | 9. | 01/07/2023 | Tarvisio              | 25 000  | Ceglana   | Petra Marčinko      | 1:6, 6:4, 2:6       |

### Gra podwójna 35 (21–14)
| Rezultat     |     | Data       | Turniej         | ($)      | Naw.     | Partnerka          | Przeciwniczki                              | Wynik             |
| Finalistka   | 1.  | 10/05/2009 | Warszawa        | 10 000   | Ceglana  | Katarzyna Kaleta   | Iveta Gerlová Karolina Kosińska            | 2:6, 1:6          |
| Finalistka   | 2.  | 02/08/2009 | Palić           | 10 000   | Ceglana  | Simona Parajová    | Dunja Antunovic Ani Mijačika               | 4:6, 0:6          |
| Zwyciężczyni | 1.  | 09/08/2009 | Iława           | 10 000   | Ceglana  | Weronika Domagała  | Anna Niemiec Aleksandra Rosolska           | 6:1, 6:3          |
| Finalistka   | 3.  | 08/08/2010 | Iława           | 10 000   | Ceglana  | Weronika Domagała  | Martina Borecká Martina Kubičíková         | 3:6, 1:6          |
| Zwyciężczyni | 2.  | 05/09/2010 | Gliwice         | 10 000   | Ceglana  | Justyna Jegiołka   | Olga Brózda Weronika Domagała              | 6:2, 7:6(4)       |
| Zwyciężczyni | 3.  | 17/10/2010 | Bol             | 10 000   | Ceglana  | Natalia Kołat      | Anja Prislan Eva Wacanno                   | 5:7, 6-4, 10–8    |
| Finalistka   | 4.  | 06/03/2011 | Antalya         | 10 000   | Twarda   | Darija Jurak       | Liang Chen Tian Ran                        | 6:4, 2:6, 6–10    |
| Zwyciężczyni | 4.  | 24/07/2011 | Horb am Neckar  | 10 000   | Ceglana  | Paula Kania        | Vaszilisza Bulgakova Christina Shakovets   | 1:6, 6:3, 10–2    |
| Zwyciężczyni | 5.  | 03/02/2013 | Szarm el-Szejk  | 10 000   | Twarda   | Natalia Kołat      | Aleksandrina Najdenowa Jekatierina Jaszyna | 6:1, 6:4          |
| Zwyciężczyni | 6.  | 18/08/2013 | Krajowa         | 50 000+H | Ceglana  | Alice Balducci     | Diana Buzean Christina Shakovets           | 3:6, 7:6(3), 10–8 |
| Finalistka   | 5.  | 29/01/2016 | Bertioga        | 25 000   | Twarda   | Sandra Zaniewska   | Cristina Dinu Indy de Vroome               | 3:6, 3:6          |
| Finalistka   | 6.  | 30/04/2016 | Chiasso         | 25 000   | Ceglana  | Olga Brózda        | Antonia Lottner Anne Schäfer               | 1:6, 1:6          |
| Finalistka   | 7.  | 11/06/2016 | Puszczykowo     | 10 000   | Twarda   | Olga Brózda        | Weronika Foryś Walerija Sawinych           | 6:7(4), 4:6       |
| Zwyciężczyni | 7.  | 06/08/2016 | Pilzno          | 25 000   | Ceglana  | Cornelia Lister    | Ema Burgic Bucko Georgina García Pérez     | 6:1, 7:6(6)       |
| Zwyciężczyni | 8.  | 01/10/2016 | Hua Hin         | 25 000   | Twarda   | Laura Pigossi      | Kamonwan Buayam Lee Pei-Chi                | 7:5, 6:7(4), 10–6 |
| Finalistka   | 8.  | 15/10/2016 | Cairns          | 25 000   | Twarda   | Sandra Zaniewska   | Lizette Cabrera Alison Bai                 | 5:7, 7:5, 10–12   |
| Zwyciężczyni | 9.  | 06/05/2017 | La Marsa        | 25 000   | Ceglana  | Jasmina Tinjić     | Dea Herdželaš Tereza Mrdeža                | 7:5, 6:4          |
| Finalistka   | 9.  | 24/06/2017 | Warszawa        | 25 000   | Ceglana  | Katarzyna Piter    | Priscilla Hon Wiera Łapko                  | 6:7(3), 4:6       |
| Zwyciężczyni | 10. | 04/02/2018 | Szarm el-Szejk  | 15 000   | Twarda   | Emily Webley-Smith | Laura Ioana-Andrei Helene Scholsen         | 6:3; 3:6, 10–5    |
| Zwyciężczyni | 11. | 09/03/2018 | Solarino        | 15 000   | Dywanowa | Shalimar Talbi     | Laura Ashley Quinn Gleason                 | 6:3; 6:4          |
| Zwyciężczyni | 12. | 30/06/2018 | Toruń           | 25 000+H | Ceglana  | Maja Chwalińska    | Albina Khabibulina Hélène Scholsen         | 6:1, 6:4          |
| Zwyciężczyni | 13. | 06/04/2019 | Jackson         | 25 000   | Ceglana  | Katarzyna Piter    | Hanna Chang Caitlin Whoriskey              | 7:5, 6:1          |
| Finalistka   | 10. | 27/04/2019 | Charlottesville | 80 000   | Ceglana  | Lucie Hradecká     | Asia Muhammad Taylor Townsend              | 6:4, 5:7, 3–10    |
| Zwyciężczyni | 14. | 24/10/2020 | Macon           | 80 000   | Twarda   | Magdalena Fręch    | Francesca Di Lorenzo Jamie Loeb            | 7:5, 6:1          |
| Zwyciężczyni | 15. | 07/11/2020 | Charleston      | 100 000  | Ceglana  | Magdalena Fręch    | Astra Sharma Majar Szarif                  | 4:6, 6:4, 10–2    |
| Zwyciężczyni | 16. | 01/05/2021 | Zagrzeb         | 60 000   | Ceglana  | Barbara Haas       | Andreea Prisăcariu Nika Radišić            | 7:6(1), 5:7, 10–6 |
| Zwyciężczyni | 17. | 16/10/2021 | Rancho Santa Fe | 60 000   | Twarda   | Tereza Mihalíková  | Liang En-shuo Rebecca Marino               | 6:3, 4:6, 10–6    |
| Finalistka   | 11. | 30/10/2021 | Tyler           | 80 000   | Twarda   | Misaki Doi         | Giuliana Olmos Marcela Zacarías            | 5:7, 6:1, 5–10    |
| Zwyciężczyni | 18. | 30/04/2022 | Charleston      | 100 000  | Ceglana  | Aldila Sutjiadi    | Sophie Chang Angela Kulikov                | 6:1, 6:4          |
| Finalistka   | 12. | 08/05/2022 | Bonita Springs  | 100 000  | Ceglana  | Wolha Hawarcowa    | Tímea Babos Nao Hibino                     | 4:6, 6:3, 7–10    |
| Finalistka   | 13. | 06/08/2022 | Kozerki         | 100 000  | Twarda   | Vivian Heisen      | Alicia Barnett Olivia Nicholls             | 1:6, 6:7(3)       |
| Finalistka   | 14. | 02/10/2022 | Templeton       | 60 000   | Twarda   | Sophie Chang       | Nao Hibino Sabrina Santamaria              | 4:6, 6:7(4)       |
| Zwyciężczyni | 19. | 09/10/2022 | Rancho Santa Fe | 80 000   | Twarda   | Elvina Kalieva     | Giuliana Olmos Marcela Zacarías            | 6:1, 3:6, 10-2    |
| Zwyciężczyni | 20. | 17/06/2023 | Biarritz        | 60 000   | Ceglana  | Weronika Falkowska | Conny Perrin Anna Sisková                  | 7:6(2), 7:5       |
| Zwyciężczyni | 21. | 19/10/2024 | Macon           | 100 000  | Twarda   | Sophie Chang       | Ingrid Gamarra Martins Quinn Gleason       | 7:5, 6:4          |

## Puchar Federacji

### Gra pojedyncza
| Rok  | Runda    | Data i miejsce                    | Przeciwnik     | Nawierzchnia  | Rywal          | Zwycięstwo/Porażka | Rezultat |
| ---- | -------- | --------------------------------- | -------------- | ------------- | -------------- | ------------------ | -------- |
| 2021 | Play-off | 16–17 kwietnia 2021 Bytom, Polska | Brazylia (3:2) | Twarda (hala) | Carolina Alves | Porażka            | 3:6, 5:7 |

### Gra podwójna
| Rok  | Runda                      | Data i miejsce                         | Przeciwnik            | Nawierzchnia  | Partnerka            | Rywalki                        | Zwycięstwo/Porażka | Rezultat      |
| ---- | -------------------------- | -------------------------------------- | --------------------- | ------------- | -------------------- | ------------------------------ | ------------------ | ------------- |
| 2016 | Grupa Światowa II Play-off | 16–17 kwietnia 2016 Inowrocław, Polska | Chińskie Tajpej (1:4) | Twarda (hala) | Klaudia Jans-Ignacik | Chan Chin-wei Chuang Chia-jung | Porażka            | 1:6, 5:7      |
| 2021 | Play-off                   | 16–17 kwietnia 2021 Bytom, Polska      | Brazylia (3:2)        | Twarda (hala) | Magdalena Fręch      | Carolina Alves Luisa Stefani   | Zwycięstwo         | 1:6, 6:2, 6:4 |